# Kristin Davis
Kristin Lee Davis Embaixador(a) da boa vontade da ACNUR (Boulder, 23 de fevereiro de 1965) é uma atriz e produtora norte-americana que se tornou mais conhecida devido ao seu papel Charlotte York Goldenblatt em Sex and the City da HBO.
Kristin nasceu no Colorado e cresceu na  Carolina do Sul, onde freqüentou a A.C. Flora High School e a Universidade Rutgers, onde se graduou em 1987.
Antes de Sex and the City, Davis esteve no seriado Melrose Place e teve papéis pequenos em outras séries de televisão onde se incluem Friends e Seinfeld.

## Filmografia
- Doom Asylum (1987)
- Nine Months (1995)
- Traveling Companion (1998)
- Sour Grapes (1998)
- Blacktop (2000)
- The Adventures of Sharkboy and Lavagirl in 3-D (2005)
- The Shaggy Dog (2006)
- Deck the Halls (2006)
- Sex and the City: The Movie (2008)
- Couples Retreat (2009)
- Sex and the City 2 (2010)
- Journey 2: The Mysterious Island (2012)

### Televisão
- N.Y.P.D. Mounted (1991)
- General Hospital (1991)
- Mann & Machine (1 episódio, 1992)
- The Larry Sanders Show (1 episódio, 1993)
- Dr. Quinn, Medicine Woman (1 episódio, 1994)
- ER (1 episódio, 1995)
- Alien Nation: Body and Soul (1995)
- Melrose Place (30 episódios, 1995–1996)
- The Ultimate Lie (1996)
- Beverly Hills, 90210 (1996-1997)
- The Single Guy (1 episódio, 1997)
- A Deadly Vision (1997)
- Seinfeld (2 episódios, 1997)
- Atomic Train (1999)
- Sex and the Matrix (2000)
- Take Me Home: The John Denver Story (2000)
- Friends (7ª Temporada, Episódio 7)
- Three Days (2001)
- Sex and the City (94 episódios, 1998–2004)
- The Winning Season (2004)
- Will & Grace (1 episódio, 2004)
- Soccer Moms (2005)
- Miss Spider's Sunny Patch Friends (Voz, 44 episódios, 2004-2008)